# Isi Foighel
Isi Foighel, né le 21 décembre 1927 à Chemnitz (Allemagne) et mort le 12 septembre 2007 à Copenhague (Danemark), est un homme politique danois membre du Parti populaire conservateur (KF), ancien ministre et ancien député au Parlement (le Folketing). 